# Being Ian
Being Ian (no Brasil, Se Liga, Ian e em Portugal, Vida de João ou As Aventuras de Ian) é uma série de desenho animado canadense produzida pelo Studio B Productions e Nelvana Limited para YTV.
O desenho conta a história de um menino de 12 anos chamado Ian Kelley que é fanático por filmes e deseja ser um grande cineasta. Ian tem dois irmãos chamados Korey e Kile que são mais velhos do que ele, e estão sempre roubando sua câmera e seus deveres da escola.
Ian tem dois amigos da escola chamados Sandi e Tyrone, que estão sempre falando que seus filmes são malucos. O pai de Ian, Ken Kelley, tem uma loja de pianos chamada "Teclados Kelley", e está sempre obrigando os três filhos a trabalharem na loja de pianos, mas odeiam trabalhar, por que ainda são pré-adolescentes (Ian ainda é criança).

## Personagens

### Ian Kelley
É personagem principal da animação do programa, e já fez dois filmes: Por um pescoço e A viagem dos Kelley (improvisado) no episódio "Todo mundo para Hollywood". Seus pais são Kenneth "Ken" Kelley, Filho da Senhora Kelley; e Vicky Kelley, filha da Senhora Menske. Adora cinema e sonha em ser diretor, seu diretor preferido é Werner Wolfenstein. Ele é ex-herdeiro dos pianos Kelley e nasceu em 1994. Seus melhores amigos são Tyrone e Sandi.

### Korey Kelley
É o irmão do meio da família Kelley. Tem 15 anos e é completamente ingênuo e tem aracnofobia. Adora animes e mangás japoneses e tem um tipo de atração por alienígenas. Ele adora tirar onda com o Ian, mas no fundo, eles se dão bem, e é em raros momentos que eles até se ajudam.

### Kile Kelley
É o irmão mais velho da família Kelley. Ele ama garotas mas quase nunca consegue uma, sabe dirigir, é popular na escola e é ingênuo como seu irmão Korey. Tem 17 anos e adora se "divertir" com Ian. Sempre supera o irmão mais novo em tudo.

### Victoria Kelley
Ela é mãe de Ian. Está sempre certa e é dona-de-casa. É originada da Polônia. Victoria adora comidas saudáveis, como tofu e soja. Adora também programas educativos.

### Kenneth Kelley
Ele é pai de Ian. É muito ingênuo e está sempre ocupado trabalhando em sua loja de instrumentos musicais chamada Teclados Kelley. Ele cuida da loja como se ela fosse um filho (apesar dele dar mais atenção para loja do que para os filhos). Ele quer algum dos seus filhos sendo herdeiro da loja.

### Choppan
Ele é o cão azul de Ian que não tem a pata direita da traseira, seu enorme nariz assusta algumas pessoas mas Ian o ama.

### Sandi Crocker
Amiga de Ian.Tem 12 anos,Joga basquete, é muito esperta, e é famosa por seu cabelo ruivo um pouco estranho. Sandi tem uma personalidade forte e adora esportes. Além de personalidade forte, também tem bastante força muscular,apesar de não demonstrar muito Sandi às vezes mostra que tem uma quedinha pelo Ian.

### Tyrone Washington
Melhor amigo de Ian.Tem 12 anos,Está no time escolar de basquete, está sempre duvidando dos planos Ian. Às vezes, acaba fazendo parte de alguns deles,os dois vivem brigando pela discordância de Tyrone em relação aos filmes e os planos de Ian.

### Avó Menske
Avó materna de Ian. Ela é amiga da Avó Kelley. Ela curte música Techno e faz panquecas deliciosas.

### Avó Kelley
Avó paterna de Ian. É originada da Escócia. Ela é a mestre das pegadinhas. Sempre compra objetos que aparecem de propaganda na televisão.

### Odwald
Odwald tem a família holandesa, e trabalha como funcionário na Teclados Kelley. Ele tem "habilidades" para caçar coelhos, ama instrumentos musicais, fala Holandês e é muito estranho. A Senhora Kelley chama-o de Oddbobo, provavelmente porque Odd, em inglês é estranho.

## Personagens Secundários

### Denis
Personagem secundário. Aparece em poucos episódios, é baixinho, gordinho e adora comer feijão. Denis tentou comer feijão de café-da-manhã na casa de Ian quando era amigo de Korey. Ele só sabe fazer gemidos e puns, mas as pessoas entendem o que ele diz.

### Diretor Mackamall
É Diretor da escola de Ian, sempre mal-humorado, odeia Kile, porque ele sempre estraga o seu dia. Ele odeia seu emprego e adora os "Talentosos" (Nerds). É careca e alto.

### Werner Wolfenstein
É o diretor de cinema predileto de Ian. Aparece em dois episódios.

### Grecce
É considerada "nerd" e já foi namorada de Ian.

### Ian Golfexterminador
É o tio de Ian e irmão caçula de Ken, mas diferentemente dele gosta de brincar e odeia trabalho. É jogador profissional de golfe e tem um macaco que o ajuda nas jogadas. Ian é como se fosse seu filho. Apareceu em apenas um episódio.

### Lenny
Era namorada de Kile, mas terminou quando Ian fez um filme do qual seu cachorro satirisa a personagem principal(Lenny).

## Curiosidades
O título do episódio "Spells Like Teen Spirit" (O Espírito Jovem de Soletrar) é uma paródia da música Smells Like Teen Spirit da Banda Grunge Nirvana . 
No episódio "Animal House", um DVD de Ian faz referência ao jogo de Quadribol de Harry Potter.
Em um dos episódios Odwald aparece tocando um violoncelo com a língua(que é bem grande para um humano comum.).

## Episódios

### 1.ª Temporada
1. The Kelley Boys and the Mysterious Lighthouse Mystery

2. Cyrano de Mille

3. Piano Man

4. Truth in Advertising

5. Miss Tweenage Burnaby

6. The Greatest Story Never Told

7. Little Camp of Horrors

8. Cool Status Quo

9. The Kelleys

10. Catch Me if you Cane

11. Joust Kidding Around

12. The Boy Who Cried UFO

13. Once a Pawn a Time

14. Is There an Ian in the House?

15. For Whom the Wedding Bell Tolls

16. Links for Love

17. Show Me the Bunny

18. Ian's Louse-ey Day

19. Sask-Watch

20. The Curse

21. Snow Fun

22. Bad Day at White Rock

23. Crime-Corder

24. Band 'o' Bruthaz

25. Hockey Night in Burnaby

26. Planet of the Imps

### 2.ª Temporada
27. SCREAM Because I Know What You Did to that Psycho Last Summer

28. Animal House

29. What's Comb Over You

30. O Brother Where Art Thou?

31. Morning Zoo

32. Kelley VS Kelley

33. Ian the Peckyhead

34. Being... Principal Bill

35. Million Dollar $andi

36. Health Nut

37. Behind Bars

38. Out of Focus Group

39. Ken Kelley and the Keyboard Factory

40. Kelley's Seven

41. The Good Egg

42. 5 o`clock Snooze

43. Home Alone

44. Dorkbusters

45. Spells Like Teen Spirit

46. Dummy Up

47. The Great Escape

48. Ian Kelley's Day Off

49. The Fifth and a Half Sense

50. Doofus

51. Hurry for Hollywood Pt. 1

52. Hurry For Hollywood Pt. 2

### 3.ª temporada
53. One Week Later

54. Midnight Madness

55. Blah Blah Blog

56. School Unfair

57. Adventures In Kelley Sitting

58. The Ians 

59. Winning Isn't Ian's Thing

60. Everykid 13

61. That's Ridonkulous

62. Ian Kelley Is History

63. An Ianconvenient Truth

## Cenários
| Nome em inglês                 | Nome traduzido            |
| ------------------------------ | ------------------------- |
| House's Ian                    | Casa de Ian               |
| Celine Dion School             | Colégio Celine Dion,      |
| Kelley Keyboards               | Teclados Kelley           |
| Apartment's Grandmother Kelley | Apartamento da Avó Kelley |
| Trailler's Grandmother Menske  | Trailer da Avó Menske     |
| House's Sandi                  | Casa da Sandi,            |
| SuCopos                        | SuCopos                   |
| Sub Sandwichs                  | Sub Sanduiches.           |

## Dublagem Brasileira
- Ian Kelley - (Gustavo Pereira/ Vinícius Fagundes)
- Sandy - (Lina Mendes/ ???)
- Tyrone - (Luiz Sérgio Vieira/ Francisco Freitas)
- Kyle - (Felipe Drummond/ Sérgio Corcetti)
- Korey - (Rafael Rodrigo/ ???)
- Ken - (Anderson Coutinho/ Élcio Sodré)
- Vicky - (Priscilla Amorim/Cecília Lemes)
- Odwald - (José Santa Cruz/Silvio Giraldi)
- Vovó Kelley - (Geisa Vidal/???)
- Vovó Menske - (Selma Lopes/???)
- Estúdio: Double Sound/Centauro